# Aeropuerto de Ámsterdam-Schiphol

Mapa del Aeropuerto

El Aeropuerto Internacional de Ámsterdam-Schiphol (en neerlandés: Luchthaven Schiphol, /ˈlʏxtˌɦaːvə(n) ˈsxɪpɦɔl/) (IATA: AMS, ICAO: EHAM) es el principal aeropuerto de Países Bajos, ubicado a 15 km al suroeste de la capital nacional Ámsterdam. En 2009 viajaron más de 51 millones de pasajeros por Schiphol, lo que le convierte en el quinto aeropuerto de Europa y en el decimocuarto del mundo. Sin embargo, en cuanto a pasajeros que viajaron en vuelos internacionales en 2009, es el tercer aeropuerto del mundo. Cabe destacar que la cantidad de vuelos operados por compañías de bajo costo es muy pequeña, y que más del 40% de todos los pasajeros viajan en vuelos intercontinentales, mayoritariamente a Estados Unidos, Canadá y Asia. Este porcentaje y el elevado número de pasajeros convierten a Schiphol en uno de los principales aeropuertos del mundo en cuanto a conexiones intercontinentales.
Además ocupa el tercer lugar como aeropuerto europeo con más toneladas de mercancías anual (1 539 300 toneladas) tras Fráncfort y París-Charles de Gaulle. Schiphol es la base de las compañías neerlandesas KLM, Martinair y Transavia, y también de la compañía estadounidense Delta Air Lines y es el principal aeropuerto del continente que conecta Europa con Estados Unidos y Canadá. El aeropuerto dispone de una gran área comercial, tanto para los viajeros como para los que pasan por su estación de tren.
Para llegar desde el aeropuerto a la ciudad se puede optar por diversos medios de transporte: el tren, que llega a la Estación Central de Ámsterdam; el coche, tomando la autopista E19 hasta el centro de la ciudad; o el taxi o autobús, con la red de transportes Schiphol Sternet.
Schiphol dispone de 5 grandes pistas de despegue y aterrizaje, más una que se utiliza para aviación general. La quinta pista (realmente la sexta) fue terminada en 2003 y ya existen planes para empezar a construir una pista más. Schiphol está capacitado para absorber unos 60 millones de pasajeros anuales pero está previsto que este número alcance los 85-90 millones en 2012. Debajo del mismo aeropuerto se encuentra una gran estación ferroviaria completamente subterránea con servicio de trenes 24 horas al día al centro de Ámsterdam, a cualquier ciudad neerlandesa, varias ciudades alemanas y a Bruselas, Amberes y París.
La dirección de Schiphol, aparte del aeropuerto de Ámsterdam, también gestiona los aeropuertos neerlandeses de Eindhoven, Róterdam y Lelystad. A un nivel mundial gestiona también todo el Aeropuerto de Arlanda en Estocolmo y partes del Aeropuerto de John F. Kennedy en Nueva York, el Aeropuerto de Milán-Malpensa en Milán, el Aeropuerto de Hong Kong, el aeropuerto de Hamburgo en Alemania y el aeropuerto de Brisbane en Australia.
El 25 de febrero de 2009 un avión de la Turkish Airlines sufrió un accidente con 135 pasajeros en los alrededores del aeropuerto. Al caer contra el suelo el aparato se partió en tres partes. Nueve personas fallecieron.

## Premios

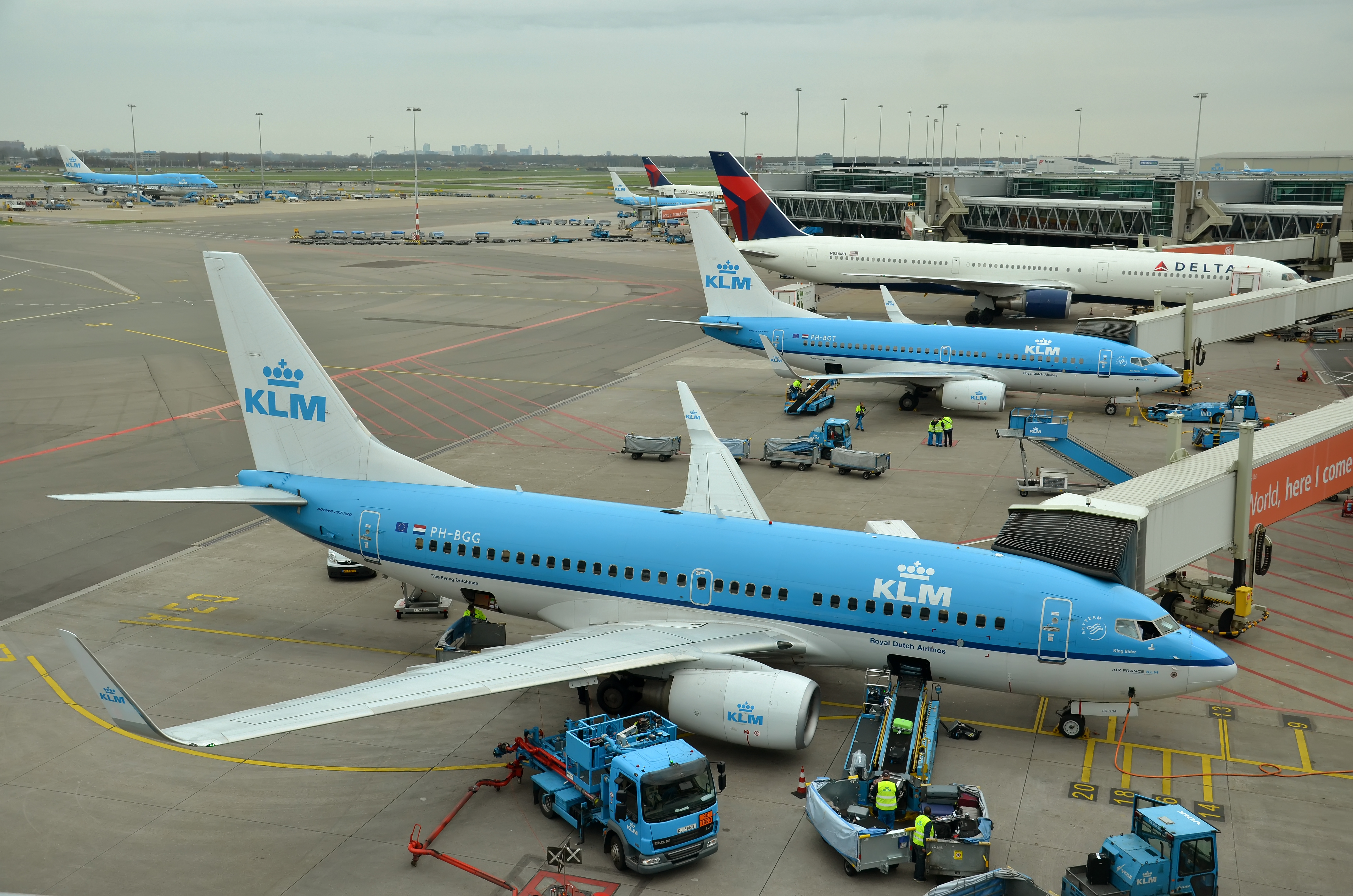
Parte de la Terminal D.

En 2007 viajaron 47 793 602 pasajeros por Schiphol, una cifra solo superada por Londres Heathrow (68 068 554), París CDG (59 919 383) el Aeropuerto de Fráncfort (58 161 856) y el Aeropuerto de Madrid-Barajas (52 122 214) por lo que es el quinto aeropuerto de Europa por número de pasajeros y el decimotercero del mundo. Además, en cuanto a pasajeros que viajan en vuelos internacionales, ocupa el tercer lugar en el ranking de todos los aeropuertos del mundo con una cifra que supera los 45 millones mientras que la misma cifra para el Aeropuerto de Madrid-Barajas solo asciende a 24 millones de pasajeros.
Schiphol ganó el premio de mejor aeropuerto del mundo en 1980, 1981, 1984, 1985, 1986, 1987, 1990 y 2003 y lo ganó durante 15 años consecutivos como mejor aeropuerto de Europa, desde 1988 hasta 2002. Entre otros factores por su puntualidad, y la gran cantidad de vuelos directos a destinos intercontinentales. Más del 40% de todos los vuelos fueron intercontinentales (105 000 operaciones) en 2007 y en total se operaron vuelos directos a 265 destinos en 91 países. Aparte de dichos premios, ganó unos 100 premios más como mejor aeropuerto de enlace o mejor aeropuerto "business class", solo en 2005 ganó 5 de estos premios.[cita requerida]
Schiphol destaca por consistir en una sola terminal con una capacidad de 80 millones de pasajeros al año y no en varios edificios pequeños. En Schiphol trabajan más de 57 000 personas. Por el intenso tráfico y las altas tarifas de aterrizaje y aparcamiento, las llamadas compañías “low-cost” en su mayoría se han visto obligadas a ubicarse en otros aeropuertos neerlandeses como Groninga, Rótterdam o Eindhoven.

## Aeropuerto intercontinental
Schiphol destaca por su gran cantidad de viajeros y el muy elevado número de vuelos intercontinentales a Norteamérica. Este éxito se debe en parte a que Schiphol no solo sirve a la población de Ámsterdam sino a toda la región llamada Randstad, el megalópolis neerlandés con más de 7 millones de habitantes que incluye también a La Haya, Rótterdam y Utrecht, todas ellas a menos de 60 kilómetros de Schiphol.
La compañía neerlandesa KLM es una de las pocas compañías europeas que ya desde hace más de 30 años se ha sabido instalar en el mercado asiático con éxito. Ello explica que Schiphol cuenta con muchas líneas directas con ciudades asiáticas muy establecidas, algunas ya se operan desde principios de los años setenta. En 2006 salían cada día desde Schiphol cinco vuelos directos a Tokio, cuatro a Hong Kong, cuatro a Taipéi, dos a Osaka, tres a Seúl, tres a Shanghái y tres a Pekín y viceversa, una cifra que no es superada por ningún otro aeropuerto europeo. Además se operan vuelos directos a destinos comunes y exclusivos como Doha, Dar es-Salaam, Lagos, Abu Dabi, Adís Abeba, Nairobi, Chengdu, Manila, Yakarta, Alma Ata y Riad. Además KLM tiene como base secundaria al aeropuerto de Kuala Lumpur en Malasia, a donde salen cuatro vuelos al día. Desde ese aeropuerto, KLM realiza vuelos a Australia y Nueva Zelanda.
Otro factor clave para el éxito de Schiphol es el hecho de que la compañía estadounidense Northwest Airlines le escogió como su base europea en 1998. En la actualidad esa compañía opera más de 20 vuelos diarios a Estados Unidos, aparte de los de KLM y otras compañías americanas. Diariamente, Northwest Airlines opera cinco vuelos directos a Detroit, cinco a Mineápolis, dos a Boston, dos a Memphis, uno a Seattle, uno a Hartford y tres a Nueva York. KLM opera tres vuelos directos al día a Nueva York, dos (por ciudad) a Los Ángeles, Atlanta, Houston, Chicago, Toronto, y Newark y uno (por ciudad) a San Francisco, Montreal, Vancouver y Washington D. C. Aparte de dichos destinos, existen vuelos diarios a Miami, Filadelfia, Orlando y Calgary operados por otras compañías. En temporada alta también se operan vuelos directos a Denver, Cincinnati, Edmonton, Tampa y Las Vegas. KLM es la única aerolínea no española, que conecta al Ecuador con el resto del Europa. 

### Destinos internacionales
| Ciudades por países        | Nombre del aeropuerto                                           | Aerolíneas |
| África                     | África                                                          | África |
| -------------------------- | --------------------------------------------------------------- | --- |
| Cabo Verde                 |                                                                 | |
| Boa Vista                  | Aeropuerto Internacional Aristides Pereira                      | TUI fly Netherlands |
| Sal                        | Aeropuerto Internacional Amílcar Cabral                         | TUI fly Netherlands |
| São Vicente                | Aeropuerto Internacional Cesária Évora                          | Transavia |
| Egipto                     |                                                                 | |
| El Cairo                   | Aeropuerto Internacional de El Cairo                            | EgyptAir / Transavia (inicia el 27 de octubre de 2025)                                                                                  |
| Hurghada                   | Aeropuerto Internacional de Hurghada                            | Corendon Dutch Airlines / EasyJet / Transavia (estacional) / TUI fly Netherlands                                                        |
| Marsa Alam                 | Aeropuerto Internacional de Marsa Alam                          | Transavia (estacional) (inicia el 1 de noviembre de 2025) / TUI fly Netherlands                                                         |
| Sharm el-Sheij             | Aeropuerto Internacional de Sharm el-Sheij                      | EasyJet (estacional) / Transavia (estacional)                                                                                           |
| Gambia                     |                                                                 | |
| Banjul                     | Aeropuerto Internacional de Yundum                              | TUI fly Netherlands |
| Ghana                      |                                                                 | |
| Acra                       | Aeropuerto Internacional Kotoka                                 | KLM |
| Kenia                      |                                                                 | |
| Mombasa                    | Aeropuerto Internacional Moi                                    | TUI Airlines Nederland |
| Nairobi                    | Aeropuerto Internacional Jomo Kenyatta                          | Kenya Airways / KLM |
| Marruecos                  |                                                                 | |
| Agadir                     | Aeropuerto de Agadir-Al Massira                                 | Transavia |
| Alhucemas                  | Aeropuerto Cherif Al Idrissi                                    | Royal Air Maroc (estacional) |
| Casablanca                 | Aeropuerto Internacional Mohámmed V                             | Royal Air Maroc / Transavia |
| Fez                        | Aeropuerto de Fez-Saïss                                         | Air Arabia |
| Marrakech                  | Aeropuerto de Marrakech-Menara                                  | EasyJet / Transavia |
| Nador                      | Aeropuerto Internacional de Nador                               | Air Arabia / Royal Air Maroc (estacional)                                                                                               |
| Rabat                      | Aeropuerto de Rabat-Salé                                        | Transavia (inicia el 16 de noviembre de 2025)                                                                                           |
| Tánger                     | Aeropuerto de Tánger-Ibn Battuta                                | Air Arabia / Royal Air Maroc (estacional)                                                                                               |
| Tetuán                     | Aeropuerto de Tetuán-Sania Ramel                                | Air Arabia |
| Uchda                      | Aeropuerto de Uchda Angads                                      | Transavia (estacional) |
| Nigeria                    |                                                                 | |
| Lagos                      | Aeropuerto Internacional Murtala Mohammed                       | KLM |
| Ruanda                     |                                                                 | |
| Kigali                     | Aeropuerto Internacional de Kigali                              | KLM\| |
| Sudáfrica                  |                                                                 | |
| Ciudad del Cabo            | Aeropuerto Internacional de Ciudad del Cabo                     | KLM |
| Johannesburgo              | Aeropuerto Internacional de Johannesburgo-Oliver Reginald Tambo | KLM |
| Tanzania                   |                                                                 | |
| Dar es Salaam              | Aeropuerto de Dar es Salaam                                     | KLM |
| Kilimanjaro                | Aeropuerto Internacional del Kilimanjaro                        | KLM |
| Zanzíbar                   | Aeropuerto Internacional de Zanzíbar                            | KLM (estacional) / TUI fly Netherlands                                                                                                  |
| Uganda                     |                                                                 | |
| Entebbe                    | Aeropuerto Internacional de Entebbe                             | KLM |
| Norteamérica               |                                                                 | |
| Canadá                     |                                                                 | |
| Calgary                    | Aeropuerto Internacional de Calgary                             | KLM |
| Edmonton                   | Aeropuerto Internacional de Edmonton                            | KLM |
| Halifax                    | Aeropuerto Internacional de Halifax-Stanfield                   | WestJet (estacional) |
| Montreal                   | Aeropuerto Internacional Pierre Elliott Trudeau                 | Air Canada (estacional) / KLM |
| Toronto                    | Aeropuerto Internacional Toronto Pearson                        | Air Canada / Air Transat (estacional) / KLM                                                                                             |
| Vancouver                  | Aeropuerto Internacional de Vancouver                           | KLM |
| Estados Unidos             |                                                                 | |
| Atlanta                    | Aeropuerto Internacional Hartsfield-Jackson                     | Delta Air Lines / KLM |
| Austin                     | Aeropuerto Internacional de Austin-Bergstrom                    | KLM |
| Boston                     | Aeropuerto Internacional Logan                                  | Delta Air Lines / JetBlue Airways / KLM                                                                                                 |
| Chicago                    | Aeropuerto Internacional O'Hare                                 | KLM / United Airlines |
| Dallas                     | Aeropuerto Internacional de Dallas-Fort Worth                   | American Airlines (estacional) |
| Detroit                    | Aeropuerto Internacional de Detroit                             | Delta Air Lines |
| Filadelfia                 | Aeropuerto Internacional de Filadelfia                          | American Airlines |
| Houston                    | Aeropuerto Intercontinental George Bush                         | KLM / United Airlines |
| Las Vegas                  | Aeropuerto Internacional Harry Reid                             | KLM |
| Los Ángeles                | Aeropuerto Internacional de Los Ángeles                         | KLM |
| Miami                      | Aeropuerto Internacional de Miami                               | KLM (estacional) |
| Mineápolis                 | Aeropuerto Internacional de Mineápolis-Saint Paul               | Delta Air Lines / KLM (estacional) |
| Newark                     | Aeropuerto Internacional Libertad de Newark                     | United Airlines |
| Nueva York                 | Aeropuerto Internacional John F. Kennedy                        | Delta Air Lines / JetBlue Airways (estacional) / KLM                                                                                    |
| Orlando                    | Aeropuerto Internacional de Orlando                             | Delta Air Lines (estacional) |
| Portland                   | Aeropuerto Internacional de Portland                            | KLM |
| Tampa                      | Aeropuerto Internacional de Tampa                               | Delta Air Lines |
| Salt Lake City             | Aeropuerto Internacional de Salt Lake City                      | KLM (estacional) / Delta Air Lines |
| San Diego                  | Aeropuerto Internacional de San Diego                           | KLM (estacional) |
| San Francisco              | Aeropuerto Internacional de San Francisco                       | KLM / United Airlines (estacional) |
| Seattle                    | Aeropuerto Internacional de Seattle-Tacoma                      | Delta Air Lines |
| Washington D.C             | Aeropuerto Internacional de Washington-Dulles                   | KLM / United Airlines |
| México                     |                                                                 | |
| Cancún                     | Aeropuerto Internacional de Cancún                              | KLM (estacional) / TUI fly Netherlands                                                                                                  |
| Ciudad de México           | Aeropuerto Internacional de la Ciudad de México                 | Aeroméxico / KLM |
| Centroamérica y El Caribe  |                                                                 | |
| Aruba                      |                                                                 | |
| Oranjestad                 | Aeropuerto Internacional Reina Beatrix                          | KLM / TUI fly Netherlands |
| Barbados                   |                                                                 | |
| Bridgetown                 | Aeropuerto Internacional Grantley Adams                         | KLM (estacional) (reinicia el 28 de octubre de 2025)                                                                                    |
| Bonaire                    |                                                                 | |
| Kralendijk                 | Aeropuerto Internacional Flamingo                               | Corendon Dutch Airlines / KLM / TUI fly Netherlands                                                                                     |
| Costa Rica                 |                                                                 | |
| San José                   | Aeropuerto Internacional Juan Santamaría                        | KLM (estacional) |
| Curazao                    |                                                                 | |
| Willemstad                 | Aeropuerto Internacional Hato                                   | Corendon Dutch Airlines / KLM / TUI fly Netherlands                                                                                     |
| Jamaica                    |                                                                 | |
| Montego Bay                | Aeropuerto Internacional Sangster                               | TUI fly Netherlands |
| Panamá                     |                                                                 | |
| Panamá                     | Aeropuerto Internacional de Tocumen                             | KLM |
| República Dominicana       |                                                                 | |
| Punta Cana                 | Aeropuerto Internacional de Punta Cana                          | TUI fly Netherlands |
| San Martín                 |                                                                 | |
| Philipsburg                | Aeropuerto Internacional Princesa Juliana                       | KLM |
| Trinidad y Tobago          |                                                                 | |
| Puerto España              | Aeropuerto Internacional de Piarco                              | KLM |
| Sudamérica                 |                                                                 | |
| Argentina                  |                                                                 | |
| Buenos Aires               | Aeropuerto Internacional Ministro Pistarini                     | KLM |
| Brasil                     |                                                                 | |
| Río de Janeiro             | Aeropuerto Internacional de Galeão                              | KLM |
| San Pablo                  | Aeropuerto Internacional de São Paulo-Guarulhos                 | KLM |
| Chile                      |                                                                 | |
| Santiago de Chile          | Aeropuerto Internacional Arturo Merino Benítez                  | KLM (Vía EZE) |
| Colombia                   |                                                                 | |
| Bogotá                     | Aeropuerto Internacional El Dorado                              | KLM |
| Cartagena de Indias        | Aeropuerto Internacional Rafael Núñez                           | KLM (Vía BOG) |
| Ecuador                    |                                                                 | |
| Guayaquil                  | Aeropuerto Internacional José Joaquín de Olmedo                 | KLM (Vía UIO) |
| Quito                      | Aeropuerto Internacional Mariscal Sucre                         | KLM |
| Guyana                     |                                                                 | |
| Georgetown                 | Aeropuerto Internacional Cheddi Jagan                           | KLM |
| Perú                       |                                                                 | |
| Lima                       | Aeropuerto Internacional Jorge Chávez                           | KLM |
| Surinam                    |                                                                 | |
| Paramaribo                 | Aeropuerto Internacional Johan Adolf Pengel                     | KLM / Surinam Airways |
| Asia                       |                                                                 | |
| Arabia Saudita             |                                                                 | |
| Dammam                     | Aeropuerto Internacional de Dammam-Rey Fahd                     | KLM |
| Yeda                       | Aeropuerto Internacional Rey Abdulaziz                          | Saudia |
| Riad                       | Aeropuerto Internacional Rey Khalid                             | KLM |
| Catar                      |                                                                 | |
| Doha                       | Aeropuerto Internacional de Doha                                | Qatar Airways |
| China                      |                                                                 | |
| Guangzhou                  | Aeropuerto Internacional de Cantón-Baiyun                       | China Southern Airlines |
| Pekín                      | Aeropuerto Internacional de Pekín-Capital                       | KLM |
| Pekín                      | Aeropuerto Internacional de Pekín-Daxing                        | China Southern Airlines |
| Shanghái                   | Aeropuerto Internacional Pudong                                 | China Eastern Airlines / KLM |
| Xiamen                     | Aeropuerto Internacional de Xiamen-Gaoqi                        | Xiamen Air |
| Chipre                     |                                                                 | |
| Lárnaca                    | Aeropuerto Internacional de Lárnaca                             | EasyJet / Transavia |
| Pafos                      | Aeropuerto Internacional de Pafos                               | Transavia (estacional) |
| Corea del Sur              |                                                                 | |
| Seúl                       | Aeropuerto Internacional de Incheon                             | KLM / Korean Air |
| EAU                        |                                                                 | |
| Abu Dabi                   | Aeropuerto Internacional de Abu Dabi                            | Etihad Airways |
| Dubái                      | Aeropuerto Internacional de Dubái                               | Emirates / KLM / Transavia (estacional)                                                                                                 |
| Dubái                      | Aeropuerto Internacional de Dubái-Al Maktoum                    | Transavia (estacional) |
| Georgia                    |                                                                 | |
| Tiflis                     | Aeropuerto Internacional de Tiflis                              | Georgian Airways / Transavia |
| Hong Kong                  |                                                                 | |
| Hong Kong                  | Aeropuerto Internacional de Hong Kong                           | Cathay Pacific / KLM |
| India                      |                                                                 | |
| Bangalore                  | Aeropuerto Internacional Kempegowda                             | KLM |
| Bombay                     | Aeropuerto Internacional Chhatrapati Shivaji                    | IndiGo Airlines / KLM |
| Delhi                      | Aeropuerto Internacional Indira Gandhi                          | Air India / KLM |
| Hyderabad                  | Aeropuerto Internacional Rajiv Gandhi                           | KLM (reinicia el 2 de septiembre de 2025)                                                                                               |
| Indonesia                  |                                                                 | |
| Yakarta                    | Aeropuerto Internacional Soekarno-Hatta                         | Garuda Indonesia / KLM |
| Irak                       |                                                                 | |
| Erbil                      | Aeropuerto Internacional de Erbil                               | UR Airlines |
| Israel                     |                                                                 | |
| Tel Aviv                   | Aeropuerto Internacional Ben Gurión                             | Arkia (estacional) / EasyJet (reinicia el 31 de marzo de 2026) / El Al / KLM (reinicia el 28 de septiembre de 2025)                     |
| Japón                      |                                                                 | |
| Osaka                      | Aeropuerto Internacional de Osaka                               | KLM |
| Tokio                      | Aeropuerto Internacional de Narita                              | KLM |
| Jordania                   |                                                                 | |
| Amán                       | Aeropuerto Internacional Reina Alia                             | Royal Jordanian |
| Kazajistán                 |                                                                 | |
| Atyrau                     | Aeropuerto de Atyrau                                            | Air Astana |
| Kuwait                     |                                                                 | |
| Kuwait                     | Aeropuerto Internacional de Kuwait                              | Kuwait Airways |
| Malasia                    |                                                                 | |
| Kuala Lumpur               | Aeropuerto Internacional de Kuala Lumpur                        | KLM |
| Omán                       |                                                                 | |
| Mascate                    | Aeropuerto Internacional de Mascate                             | Oman Air |
| Singapur                   |                                                                 | |
| Singapur                   | Aeropuerto Internacional de Singapur                            | KLM / Singapore Airlines |
| Tailandia                  |                                                                 | |
| Bangkok                    | Aeropuerto Internacional Suvarnabhumi                           | EVA Air / KLM |
| Taiwán                     |                                                                 | |
| Taipéi                     | Aeropuerto Internacional de Taiwán Taoyuan                      | China Airlines / EVA Air / KLM |
| Turquía                    |                                                                 | |
| Ankara                     | Aeropuerto Internacional Esenboğa                               | AJet / SunExpress |
| Antalya                    | Aeropuerto de Antalya                                           | Corendon Dutch Airlines / Pegasus Airlines (estacional) / SunExpress (estacional) / TUI fly Netherlands (estacional)                    |
| Bodrum                     | Aeropuerto de Milas-Bodrum                                      | TUI fly Netherlands (estacional) |
| Dalaman                    | Aeropuerto de Dalaman                                           | TUI fly Netherlands (estacional) |
| Esmirna                    | Aeropuerto de Esmirna-Adnan Menderes                            | Corendon Airlines (estacional) / SunExpress (estacional) / TUI fly Netherlands (estacional)                                             |
| Estambul                   | Aeropuerto de Estambul                                          | KLM / Turkish Airlines |
| Estambul                   | Aeropuerto Internacional Sabiha Gökçen                          | AJet / SunExpress |
| Gazipaşa                   | Aeropuerto de Gazipaşa                                          | Corendon Dutch Airlines (estacional) / TUI fly Netherlands (estacional)                                                                 |
| Kayseri                    | Aeropuerto de Kayseri                                           | Pegasus Airlines (estacional) |
| Konya                      | Aeropuerto de Konya                                             | Pegasus Airlines (estacional) |
| Europa                     |                                                                 | |
| Albania                    |                                                                 | |
| Tirana                     | Aeropuerto Internacional Madre Teresa                           | Transavia (estacional) / TUI fly Netherlands (estacional)                                                                               |
| Alemania                   |                                                                 | |
| Berlín                     | Aeropuerto de Berlín-Brandeburgo Willy Brandt                   | EasyJet / KLM |
| Bremen                     | Aeropuerto de Bremen                                            | KLM |
| Düsseldorf                 | Aeropuerto de Düsseldorf                                        | KLM |
| Fráncfort del Meno         | Aeropuerto de Fráncfort del Meno                                | Air Dolomiti (estacional) / KLM / Lufthansa                                                                                             |
| Hamburgo                   | Aeropuerto de Hamburgo-Fuhlsbüttel                              | KLM |
| Hannover                   | Aeropuerto de Hannover                                          | KLM |
| Múnich                     | Aeropuerto Internacional de Múnich                              | Air Dolomiti (estacional) / KLM / Lufthansa                                                                                             |
| Núremberg                  | Aeropuerto de Núremberg-Albrecht Dürer                          | KLM |
| Stuttgart                  | Aeropuerto de Stuttgart                                         | KLM |
| Austria                    |                                                                 | |
| Innsbruck                  | Aeropuerto de Innsbruck                                         | Austrian Airlines (estacional) / Transavia                                                                                              |
| Salzburgo                  | Aeropuerto de Salzburgo                                         | EasyJet (estacional) / Transavia (estacional)                                                                                           |
| Viena                      | Aeropuerto de Viena-Schwechat                                   | Austrian Airlines / KLM |
| Bélgica                    |                                                                 | |
| Bruselas                   | Aeropuerto de Bruselas-National                                 | KLM |
| Bulgaria                   |                                                                 | |
| Burgas                     | Aeropuerto de Burgas                                            | Corendon Dutch Airlines (estacional) / TUI fly Netherlands (estacional)                                                                 |
| Sofía                      | Aeropuerto de Sofía                                             | Bulgaria Air |
| Croacia                    |                                                                 | |
| Dubrovnik                  | Aeropuerto de Dubrovnik                                         | EasyJet (estacional) / KLM (estacional)                                                                                                 |
| Split                      | Aeropuerto de Split                                             | Croatia Airlines (estacional) / EasyJet (estacional) / KLM / Transavia (estacional)                                                     |
| Pula                       | Aeropuerto de Pula                                              | EasyJet (estacional) |
| Zagreb                     | Aeropuerto de Zagreb-Pleso                                      | Croatia Airlines / KLM |
| Dinamarca                  |                                                                 | |
| Aalborg                    | Aeropuerto de Aalborg                                           | KLM |
| Billund                    | Aeropuerto de Billund                                           | KLM |
| Copenhague                 | Aeropuerto de Copenhague-Kastrup                                | EasyJet / KLM / Norwegian / SAS |
| Eslovenia                  |                                                                 | |
| Liubliana                  | Aeropuerto de Liubliana                                         | KLM / Transavia |
| España                     |                                                                 | |
| Alicante                   | Aeropuerto de Alicante-Elche                                    | EasyJet (estacional) / KLM / Transavia / Vueling                                                                                        |
| Asturias                   | Aeropuerto de Asturias                                          | Vueling |
| Barcelona                  | Aeropuerto Internacional de Barcelona                           | KLM / Transavia / Vueling |
| Bilbao                     | Aeropuerto de Bilbao                                            | KLM / Vueling |
| Fuerteventura              | Aeropuerto de Fuerteventura                                     | EasyJet / Transavia / TUI fly Netherlands                                                                                               |
| Gerona                     | Aeropuerto de Gerona                                            | Transavia (estacional) |
| Gran Canaria               | Aeropuerto de Gran Canaria                                      | Corendon Dutch Airlines (estacional) / EasyJet (estacional) / Transavia / TUI fly Netherlands                                           |
| Ibiza                      | Aeropuerto de Ibiza                                             | EasyJet (estacional) / KLM / Transavia / TUI fly Netherlands (estacional) / Vueling (estacional)                                        |
| La Palma                   | Aeropuerto de La Palma                                          | Transavia |
| Lanzarote                  | Aeropuerto de Lanzarote                                         | EasyJet (estacional) / Transavia / TUI fly Netherlands                                                                                  |
| Madrid                     | Aeropuerto Adolfo Suárez Madrid-Barajas                         | Air Europa / Iberia / KLM |
| Málaga                     | Aeropuerto de Málaga-Costa del Sol                              | EasyJet / KLM / Ryanair / Transavia / Vueling                                                                                           |
| Menorca                    | Aeropuerto de Menorca                                           | Transavia (estacional) / TUI fly Netherlands (estacional)                                                                               |
| Palma de Mallorca          | Aeropuerto de Palma de Mallorca                                 | Corendon Dutch Airlines (estacional) / EasyJet / KLM (estacional) / Transavia / TUI fly Netherlands (estacional) / Vueling (estacional) |
| Santiago de Compostela     | Aeropuerto de Santiago de Compostela                            | Vueling (estacional) |
| Sevilla                    | Aeropuerto de Sevilla                                           | EasyJet (inicia el 27 de octubre de 2025) / Transavia                                                                                   |
| Aeropuerto de Tenerife Sur | EasyJet / Transavia / TUI fly Netherlands                       | |
| Valencia                   | Aeropuerto de Valencia                                          | EasyJet / KLM / Transavia / Vueling |
| Estonia                    |                                                                 | |
| Tallin                     | Aeropuerto de Tallin                                            | AirBaltic |
| Finlandia                  |                                                                 | |
| Helsinki                   | Aeropuerto de Helsinki-Vantaa                                   | Finnair / KLM |
| Ivalo                      | Aeropuerto de Ivalo                                             | TUI Airlines Nederland (estacional) |
| Kajaani                    | Aeropuerto de Kajaani                                           | TUI Airlines Nederland (estacional) |
| Kittilä                    | Aeropuerto de Kittilä                                           | KLM (estacional) (inicia el 23 de noviembre de 2025) / TUI Airlines Nederland (estacional)                                              |
| Kuusamo                    | Aeropuerto de Kuusamo                                           | TUI Airlines Nederland (estacional) |
| Rovaniemi                  | Aeropuerto de Rovaniemi                                         | EasyJet (estacional) / KLM (estacional)                                                                                                 |
| Francia                    |                                                                 | |
| Biarritz                   | Aeropuerto de Biarritz–País Vasco                               | KLM (estacional) |
| Burdeos                    | Aeropuerto de Burdeos-Mérignac                                  | KLM |
| Lyon                       | Aeropuerto de Lyon-Saint Exupéry                                | Air France / KLM |
| Marsella                   | Aeropuerto de Marsella-Provenza                                 | KLM |
| Montpellier                | Aeropuerto de Montpellier-Méditerranée                          | KLM |
| Niza                       | Aeropuerto Internacional Niza Costa Azul                        | EasyJet / KLM / Transavia (estacional)                                                                                                  |
| Rennes                     | Aeropuerto de Rennes Saint-Jacques                              | KLM |
| París                      | Aeropuerto Charles de Gaulle                                    | Air France / KLM |
| París                      | Aeropuerto de París-Orly                                        | Transavia |
| Toulouse                   | Aeropuerto de Toulouse-Blagnac                                  | Air France (reinicia el 25 de octubre de 2025) / KLM                                                                                    |
| Grecia                     |                                                                 | |
| Atenas                     | Aeropuerto Internacional de Atenas - Eleftherios Venizelos      | Aegean Airlines / KLM / Sky Express / Transavia                                                                                         |
| Cefalonia                  | Aeropuerto Internacional de Cefalonia                           | Transavia (estacional) / TUI fly Netherlands (estacional)                                                                               |
| Corfú                      | Aeropuerto Internacional de Corfú-Ioannis Kapodistrias          | EasyJet (estacional) / Transavia (estacional) / TUI fly Netherlands (estacional)                                                        |
| Cos                        | Aeropuerto Internacional de Kos-Hipócrates                      | Corendon Dutch Airlines (estacional) / Transavia (estacional) / TUI fly Netherlands (estacional)                                        |
| Heraclión                  | Aeropuerto Internacional de Heraclión Nikos Kazantzakis         | Corendon Dutch Airlines (estacional) / Transavia (estacional) / TUI fly Netherlands (estacional)                                        |
| Kalamata                   | Aeropuerto de Kalamata                                          | Transavia (estacional) |
| Kárpatos                   | Aeropuerto de Kárpatos                                          | TUI fly Netherlands (estacional) |
| La Canea                   | Aeropuerto Internacional de La Canea                            | EasyJet (estacional) / Transavia (estacional) / TUI fly Netherlands (estacional)                                                        |
| Miconos                    | Aeropuerto Nacional de Míconos                                  | Transavia (estacional) |
| Mitilene                   | Aeropuerto de Mitilene                                          | Corendon Dutch Airlines (estacional) / TUI fly Netherlands (estacional)                                                                 |
| Préveza                    | Aeropuerto de Préveza                                           | Corendon Dutch Airlines (estacional) / Transavia (estacional) / TUI fly Netherlands (estacional)                                        |
| Rodas                      | Aeropuerto Internacional de Rodas-Diágoras                      | Corendon Dutch Airlines (estacional) / EasyJet (estacional) / Transavia (estacional) / TUI fly Netherlands (estacional)                 |
| Salónica                   | Aeropuerto Internacional Macedonia                              | Transavia |
| Samos                      | Aeropuerto de Samos                                             | Corendon Dutch Airlines (estacional) / Transavia (estacional) / TUI fly Netherlands (estacional)                                        |
| Santorini                  | Aeropuerto Nacional de Santorini                                | Transavia (estacional) |
| Zante                      | Aeropuerto de Zante                                             | Corendon Dutch Airlines (estacional) / Transavia (estacional) / TUI fly Netherlands (estacional)                                        |
| Hungría                    |                                                                 | |
| Budapest                   | Aeropuerto de Budapest-Ferenc Liszt                             | KLM |
| Irlanda                    |                                                                 | |
| Cork                       | Aeropuerto de Cork                                              | KLM |
| Dublín                     | Aeropuerto de Dublín                                            | Aer Lingus / KLM / Ryanair |
| Islandia                   |                                                                 | |
| Reikiavik                  | Aeropuerto Internacional de Keflavík                            | Icelandair / Play (finaliza el 25 de octubre de 2025) / Transavia                                                                       |
| Italia                     |                                                                 | |
| Bari                       | Aeropuerto de Bari-Palese                                       | Transavia |
| Bolonia                    | Aeropuerto de Bolonia                                           | KLM |
| Cagliari                   | Aeropuerto de Cagliari-Elmas                                    | KLM (estacional) |
| Catania                    | Aeropuerto de Catania                                           | KLM / Transavia |
| Florencia                  | Aeropuerto de Florencia-Peretola                                | KLM |
| Génova                     | Aeropuerto de Génova                                            | KLM |
| Milán                      | Aeropuerto Internacional de Linate                              | EasyJet / ITA Airways / KLM |
| Milán                      | Aeropuerto de Milán-Malpensa                                    | EasyJet |
| Nápoles                    | Aeropuerto de Nápoles-Capodichino                               | EasyJet / KLM / Transavia |
| Olbia                      | Aeropuerto de Olbia-Costa Smeralda                              | EasyJet (estacional) / Transavia (estacional)                                                                                           |
| Palermo                    | Aeropuerto de Palermo-Punta Raisi                               | EasyJet |
| Pisa                       | Aeropuerto de Pisa                                              | Transavia |
| Roma                       | Aeropuerto de Roma-Fiumicino                                    | ITA Airways / KLM |
| Turín                      | Aeropuerto de Turín-Caselle                                     | KLM |
| Venecia                    | Aeropuerto de Venecia                                           | EasyJet / KLM |
| Verona                     | Aeropuerto de Verona-Villafranca                                | Transavia |
| Letonia                    |                                                                 | |
| Riga                       | Aeropuerto Internacional de Riga                                | AirBaltic |
| Lituania                   |                                                                 | |
| Palanga                    | Aeropuerto Internacional de Palanga                             | AirBaltic |
| Vilna                      | Aeropuerto Internacional de Vilna                               | AirBaltic |
| Luxemburgo                 |                                                                 | |
| Luxemburgo                 | Aeropuerto de Luxemburgo                                        | KLM |
| Macedonia del Norte        |                                                                 | |
| Ohrid                      | Aeropuerto de Ohrid San Pablo Apóstol                           | TUI fly Netherlands (estacional) |
| Skopie                     | Aeropuerto de Skopie                                            | Transavia (estacional) |
| Malta                      |                                                                 | |
| La Valeta                  | Aeropuerto Internacional de Malta                               | EasyJet (estacional) / KM Malta Airlines                                                                                                |
| Moldavia                   |                                                                 | |
| Chisináu                   | Aeropuerto Internacional de Chisináu                            | FlyOne (estacional) |
| Noruega                    |                                                                 | |
| Ålesund                    | Aeropuerto de Ålesund-Vigra                                     | KLM |
| Bergen                     | Aeropuerto de Bergen-Flesland                                   | KLM |
| Kristiansand               | Aeropuerto de Kristiansand-Kjevik                               | KLM |
| Narvik                     | Aeropuerto de Harstad/Narvik-Evenes                             | EasyJet (estacional) |
| Oslo                       | Aeropuerto de Oslo-Gardermoen                                   | KLM / Norwegian / SAS |
| Stavanger                  | Aeropuerto de Stavanger-Sola                                    | KLM |
| Tromsø                     | Aeropuerto de Tromsø-Langnes                                    | EasyJet (estacional) / Transavia (estacional)                                                                                           |
| Trondheim                  | Aeropuerto de Trondheim-Værnes                                  | KLM |
| Polonia                    |                                                                 | |
| Breslavia                  | Aeropuerto de Breslavia-Copérnico                               | KLM |
| Cracovia                   | Aeropuerto de Cracovia-Juan Pablo II                            | EasyJet / KLM |
| Gdansk                     | Aeropuerto de Gdańsk-Lech Wałęsa                                | KLM |
| Poznan                     | Aeropuerto de Poznan-Ławica                                     | KLM |
| Varsovia                   | Aeropuerto de Varsovia-Frédéric Chopin                          | KLM / LOT Polish Airlines |
| Portugal                   |                                                                 | |
| Faro                       | Aeropuerto de Faro                                              | EasyJet (estacional) / Transavia / TUI fly Netherlands (estacional)                                                                     |
| Funchal                    | Aeropuerto de Madeira                                           | EasyJet / Transavia / TUI fly Netherlands (estacional)                                                                                  |
| Lisboa                     | Aeropuerto de Lisboa                                            | KLM / TAP Portugal / Transavia |
| Oporto                     | Aeropuerto de Oporto-Francisco Sá Carneiro                      | KLM / Transavia |
| Ponta Delgada              | Aeropuerto de Ponta Delgada - João Paulo II                     | Transavia (estacional) |
| Reino Unido                |                                                                 | |
| Aberdeen                   | Aeropuerto de Aberdeen                                          | KLM |
| Belfast                    | Aeropuerto Internacional de Belfast                             | EasyJet |
| Belfast                    | Aeropuerto de la Ciudad de Belfast George Best                  | KLM |
| Birmingham                 | Aeropuerto Internacional Birmingham-Shuttlesworth               | EasyJet / KLM |
| Bristol                    | Aeropuerto Internacional de Bristol                             | EasyJet / KLM |
| Cardiff                    | Aeropuerto de Cardiff                                           | KLM |
| Darlington                 | Aeropuerto Internacional de Teesside                            | KLM |
| Exeter                     | Aeropuerto Internacional de Exeter                              | KLM |
| Glasgow                    | Aeropuerto Internacional de Glasgow                             | EasyJet / KLM |
| Inverness                  | Aeropuerto de Inverness                                         | KLM |
| Kirmington                 | Aeropuerto de Humberside                                        | KLM |
| Leeds                      | Aeropuerto Internacional de Leeds Bradford                      | KLM |
| Liverpool                  | Aeropuerto John Lennon de Liverpool                             | EasyJet |
| Londres                    | Aeropuerto de la Ciudad de Londres                              | British Airways / KLM |
| Londres                    | Aeropuerto de Londres-Gatwick                                   | EasyJet |
| Londres                    | Aeropuerto de Londres-Heathrow                                  | British Airways / KLM |
| Londres                    | Aeropuerto de Londres-Luton                                     | EasyJet |
| Londres                    | Aeropuerto de Londres-Southend                                  | EasyJet |
| Londres                    | Aeropuerto de Londres-Stansted                                  | EasyJet |
| Mánchester                 | Aeropuerto de Mánchester                                        | EasyJet / KLM |
| Newcastle                  | Aeropuerto de Newcastle upon Tyne                               | EasyJet / KLM |
| Norwich                    | Aeropuerto de Norwich                                           | KLM |
| Southampton                | Aeropuerto de Southampton                                       | EasyJet / KLM |
| República Checa            |                                                                 | |
| Praga                      | Aeropuerto de Praga                                             | EasyJet / KLM |
| Rumania                    |                                                                 | |
| Bucarest                   | Aeropuerto Internacional de Bucarest-Henri Coandă               | KLM / TAROM |
| Serbia                     |                                                                 | |
| Belgrado                   | Aeropuerto de Belgrado-Nikola Tesla                             | Air Serbia / KLM |
| Suecia                     |                                                                 | |
| Estocolmo                  | Aeropuerto de Estocolmo-Arlanda                                 | KLM / Norwegian / SAS |
| Gotemburgo                 | Aeropuerto de Gotemburgo-Landvetter                             | KLM |
| Linköping                  | Aeropuerto de Linköping                                         | KLM |
| Salem                      | Aeropuerto de Sälen-Trysil                                      | TUI fly Netherlands (estacional) |
| Suiza                      |                                                                 | |
| Basilea                    | Aeropuerto de Basilea-Mulhouse-Friburgo                         | EasyJet / KLM |
| Ginebra                    | Aeropuerto Internacional de Ginebra                             | EasyJet / KLM |
| Zúrich                     | Aeropuerto Internacional de Zúrich                              | KLM / Swiss |

## Estadísticas

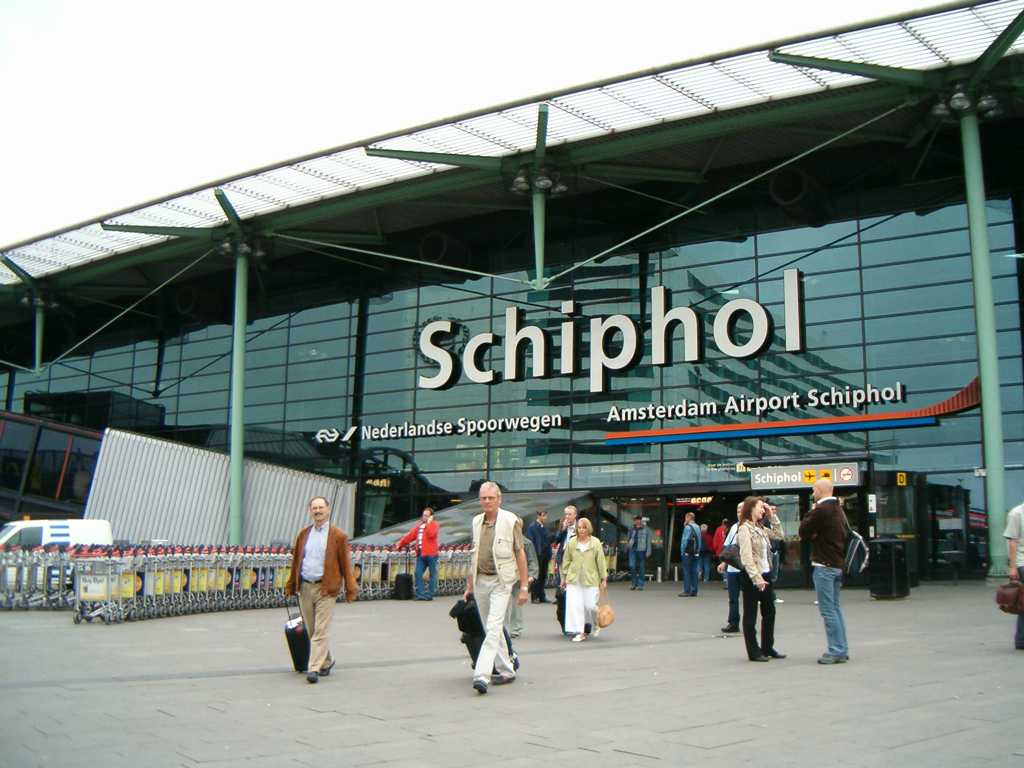
Fachada del aeropuerto y estación.

Mapa de Nederlandse Spoorwegen.

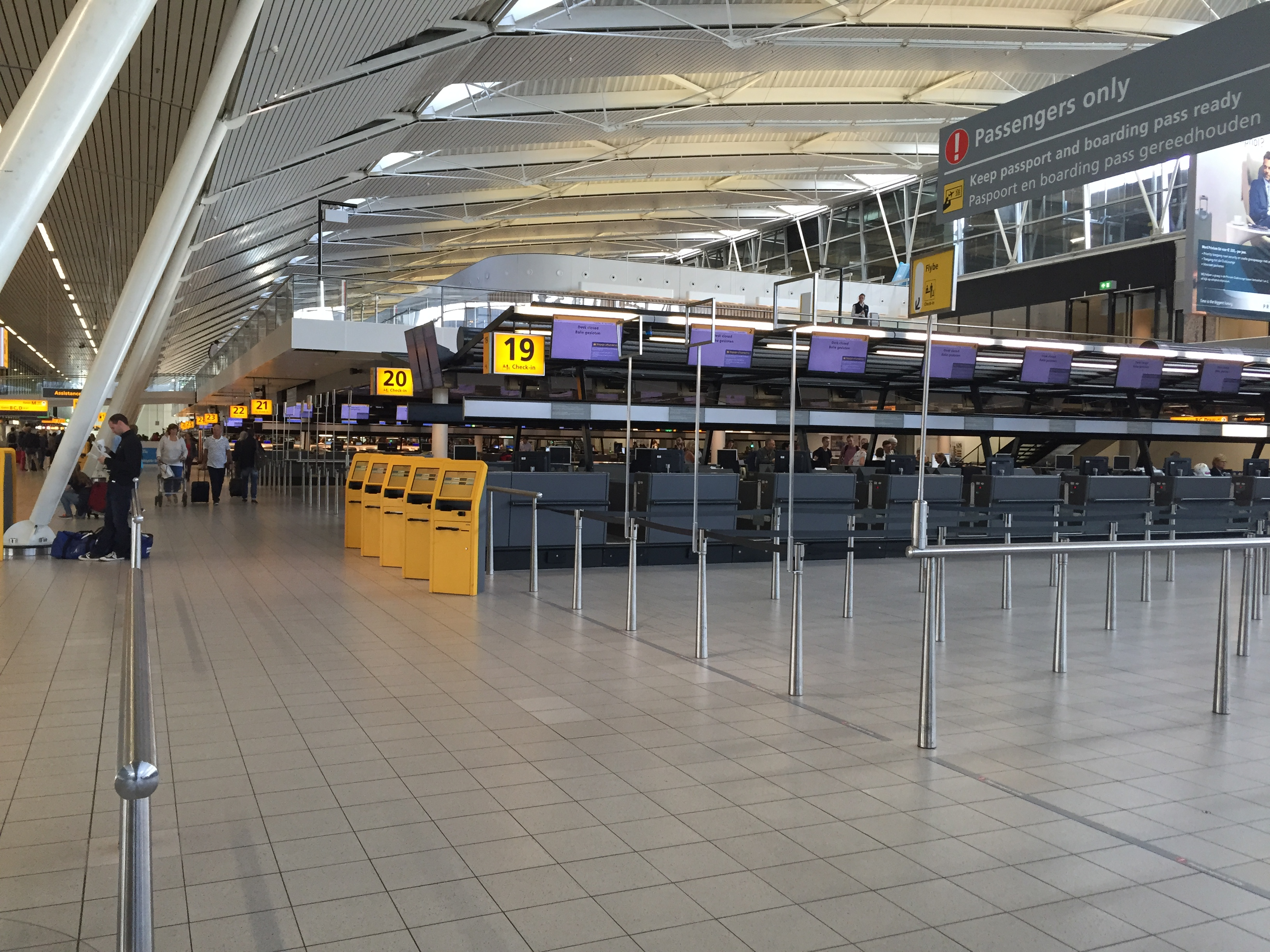
Mostradores de facturación del aeropuerto.

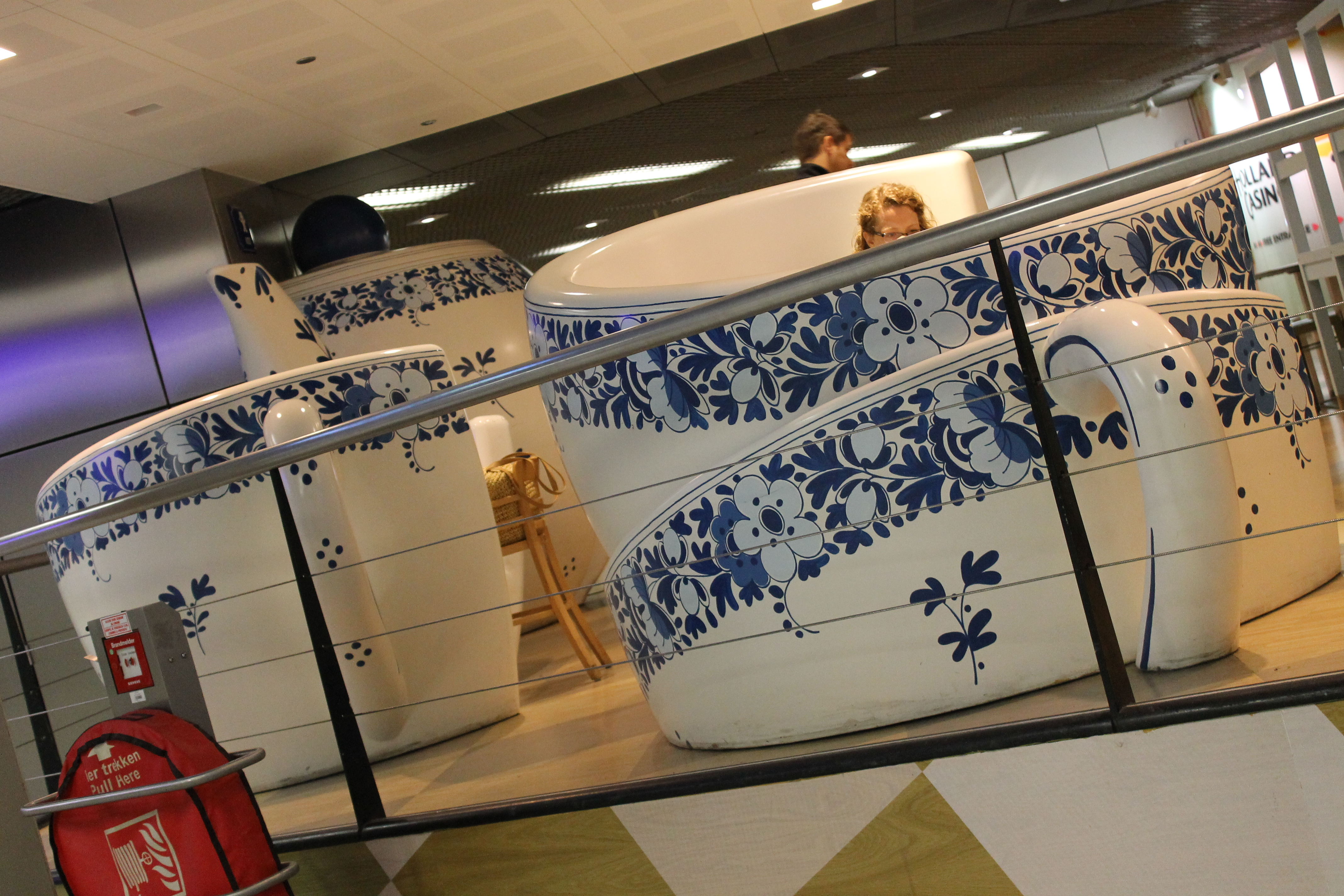
Restaurante en el aeropuerto de Ámsterdam Schiphol.

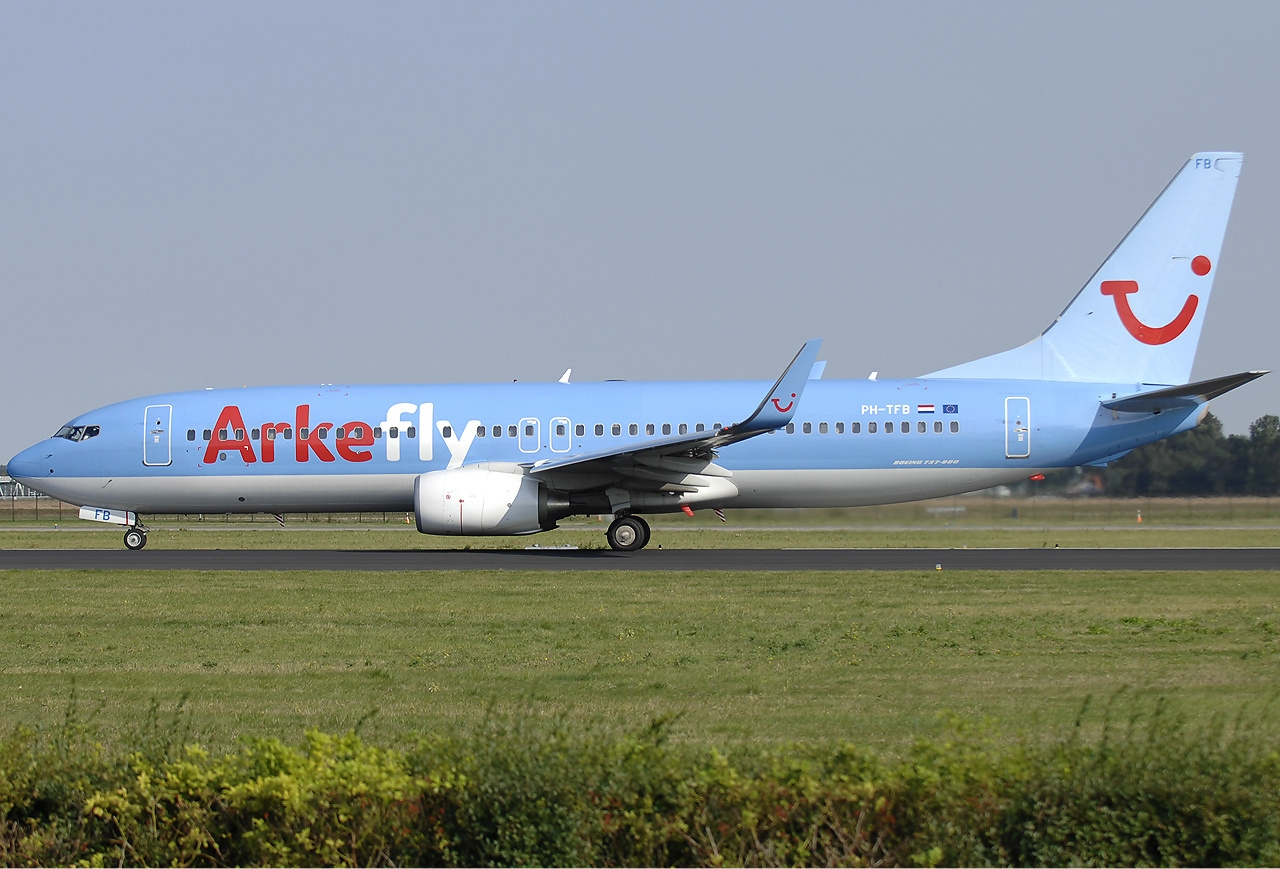
Boeing 737-800 de Arkefly en Ámsterdam.

Ver fuente y consulta Wikidata.
| Puesto | Aeropuerto                         | Pasajeros 2014 | Variación % | Aerolíneas |
| --- | ---------------------------------- | -------------- | ----------- | --- |
| 1 | Londres (Heathrow), Reino Unido    | 1 486 861      | 3.0         | British Airways, KLM, KLM Cityhopper                                                                              |
| 2 | Barcelona, España                  | 1 217 916      | 2.6         | KLM, Transavia, Vueling                                                                                           |
| 3 | París (Charles de Gaulle), Francia | 1 159 308      | 2.9         | Air France, KLM                                                                                                   |
| 4 | Roma (Fiumicino), Italia           | 1 028 871      | 7.6         | Alitalia, easyJet, KLM, Vueling                                                                                   |
| 5 | Copenhague, Dinamarca              | 888 538        | 10.2        | KLM, KLM Cityhopper, Norwegian Air Shuttle, Scandinavian Airlines                                                 |
| 6 | Londres (Gatwick), Reino Unido     | 875 520        | 16.6        | British Airways, easyJet                                                                                          |
| 7 | Madrid, España                     | 840 215        | 16.6        | Air Europa, KLM, Iberia Express                                                                                   |
| 8 | Fráncfort, Alemania                | 753 623        | 4.8         | KLM, KLM Cityhopper, Lufthansa                                                                                    |
| 9 | Mánchester, Reino Unido            | 732 671        | 5.9         | easyJet, KLM |
| 10 | Múnich, Alemania                   | 731 536        | 5.5         | KLM, KLM Cityhopper, Lufthansa, Lufthansa Regional                                                                |
| 11 | Antalya, Turquía                   | 721 409        | −3.3        | Corendon Airlines, Freebird Airlines, Onur Air, Pegasus Airlines, SunExpress, Transavia, TUI Airlines Netherlands |
| 12 | Zúrich, Suiza                      | 720 571        | 3.3         | KLM, KLM Cityhopper, Swiss International Air Lines                                                                |
| 13 | Estocolmo (Arlanda), Suecia        | 691 556        | 4,8         | K.M, Norwegian Air Shuttle, Scandinavian Airlines                                                                 |
| 14 | Lisboa, Portugal                   | 668 088        | −0.6        | easyJet, KLM, TAP Portugal, Transavia                                                                             |
| 15 | Ginebra, Suiza                     | 639 254        | 1.9         | easyJet Switzerland, KLM, KLM Cityhopper                                                                          |
| 16 | Estambul (Atatürk), Turquía        | 628 622        | 2.5         | Corendon, Freebird Airlines, KLM, Turkish Airlines                                                                |
| 17 | Oslo (Gardermoen), Noruega         | 614 458        | 1.6         | KLM, Norwegian Air Shuttle, Scandinavian Airlines                                                                 |
| 18 | Edimburgo, Reino Unido             | 600 652        | 7.0         | easyJet, KLM, KLM Cityhopper                                                                                      |
| 19 | Milán (Linate), Italia             | 547 773        | 0.3         | Alitalia, Alitalia CityLiner, KLM                                                                                 |
| 20 | Viena, Austria                     | 541 060        | 4.2         | Austrian Airlines, KLM, KLM Cityhopper                                                                            |
| Fuente: http://trafficreview2014.schipholmagazines.nl/assets/traffic-review-2014.pdf Archivado el 4 de marzo de 2016 en Wayback Machine. |                                    |                |             | |

| Puesto | País           | Movimientos 2014 | Variación % |
| --- | -------------- | ---------------- | ----------- |
| 1 | Reino Unido    | 83 956           | 2.3         |
| 2 | Alemania       | 45 643           | 2.0         |
| 3 | España         | 27 381           | 6.2         |
| 4 | Francia        | 26 467           | 3.5         |
| 5 | Italia         | 24 683           | 13.2        |
| 6 | Estados Unidos | 21 653           | 0.9         |
| 7 | Noruega        | 19 072           | 1.6         |
| 8 | Suiza          | 16 779           | 0.5         |
| 9 | Dinamarca      | 13 062           | 2.6         |
| 10 | Suecia         | 10 585           | 4.0         |
| Fuente: http://trafficreview2014.schipholmagazines.nl/assets/traffic-review-2014.pdf Archivado el 4 de marzo de 2016 en Wayback Machine. |                |                  |             |

| Puesto | País           | Pasajeros 2014 | Variación % |
| --- | -------------- | -------------- | ----------- |
| 1 | Reino Unido    | 8 222 467      | 6,8         |
| 2 | Estados Unidos | 4 826 409      | -0,2        |
| 3 | España         | 4 153 522      | 5,6         |
| 4 | Alemania       | 3 609 872      | 6,3         |
| 5 | Italia         | 3 115 040      | 11,5        |
| 6 | Francia        | 2 601 715      | 6,5         |
| 7 | Turquía        | 2 455 217      | 1,3         |
| 8 | Noruega        | 1 683 746      | 3,5         |
| 9 | Suiza          | 1 683 746      | 4,4         |
| 10 | Dinamarca      | 1 352 614      | 10,1        |
| Fuente: http://trafficreview2014.schipholmagazines.nl/assets/traffic-review-2014.pdf Archivado el 4 de marzo de 2016 en Wayback Machine. |                |                |             |